# Alan Milburn

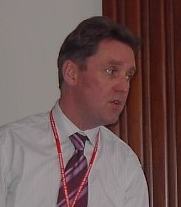
Alan Milburn (2002)

Alan Milburn (* 27. Januar 1958 in Birmingham) ist ein britischer Politiker der Labour Party.

## Leben
Milburn absolvierte nach dem Schulbesuch ein Studium an der Lancaster University.
Bei den Wahlen vom 9. April 1992 wurde er für die Labour Party erstmals in das Unterhaus (House of Commons) gewählt und vertrat dort bis zu den Wahlen vom 6. Mai 2010 den Wahlkreis Darlington.
Nach dem Wahlsieg der Labour Party bei den Unterhauswahlen vom 1. Mai 1997 wurde er zunächst Staatsminister im Gesundheitsministerium und anschließend von Dezember 1998 bis Oktober 1999 Chefsekretär beim Schatzkanzler (Chief Secretary to the Treasury). Nach einer weiteren Kabinettsumbildung wurde er am 11. Oktober 1999 Gesundheitsminister in der Regierung von Premierminister Tony Blair und behielt dieses Amt bis zu seiner Ablösung durch John Reid am 13. Juni 2003.
Zuletzt war er als Nachfolger von Douglas Alexander vom 8. September 2004 bis zu den Unterhauswahlen am 5. Mai 2005 Minister im Kabinettsamt sowie zugleich Chancellor of the Duchy of Lancaster. Im März 2015 folgte Milburn Chris Bonington als Chancellor der Lancaster University, seiner Alma mater, nach.